# Eleuterio di Tournai
Eleuterio di Tournai (Tournai, 456 – Tournai, 20 febbraio 531), venerato come santo dalla Chiesa cattolica, fu vescovo di Tournai per 45 anni (486-531). Lottò per salvaguardare il cristianesimo contro gli invasori barbari e contro il diffondersi dell'Arianesimo.

## Agiografia

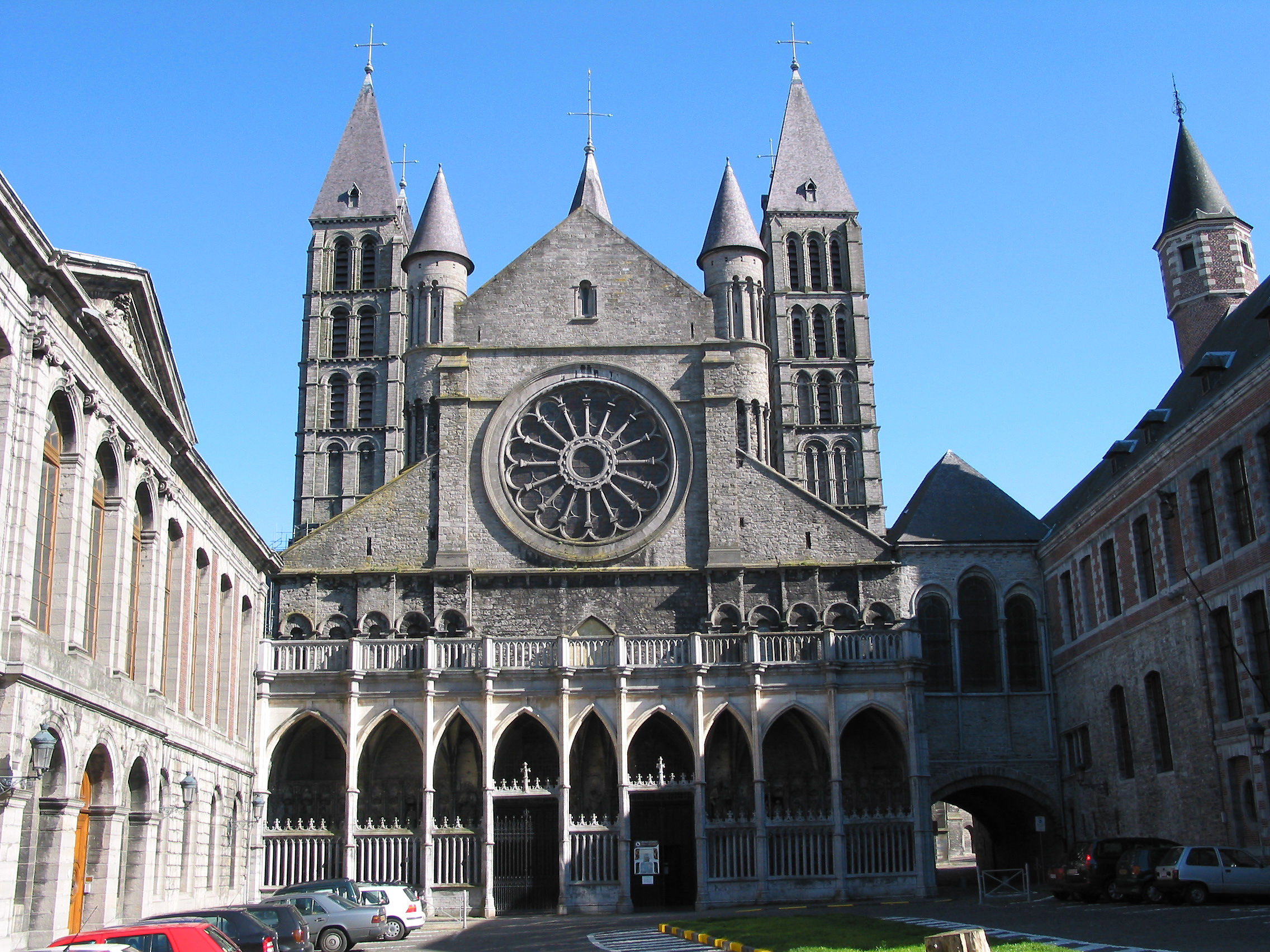
La cattedrale di Tournai

Eleuterio, in franco Lehire, nacque a Tournai da Blanda e da Sereno, un nobile gallo-romano che possedeva molte terre a Tournai e nel villaggio di Blandain. Si era convertito al cristianesimo al tempo della predicazione di San Piatone e aveva donato il terreno su cui sorse la cattedrale di Notre-Dame di Tournai. Eleuterio fece i suoi studi letterari e teologici con molto profitto, ebbe come compagno di studi san Medardo, che poi diverrà vescovo di Noyon, che gli predisse che un giorno sarebbe divenuto vescovo di Tournai. Ciò avvenne realmente nel 486, quando alla morte del vescovo Teodoro fu eletto per succedergli e fu consacrato dal vescovo di Reims San Remigio.
I primi anni del suo episcopato furono particolarmente difficili: nel 476 era caduto l'impero romano ed erano già iniziate le invasioni barbariche di Burgundi, Visigoti, Alemanni e Franchi. Questi ultimi, ancora pagani, avevano stabilito la propria capitale proprio a Tournai, così Eleuterio fu costretto a rifugiarsi, spostando la sede vescovile nel vicino e più sicuro villaggio di Blandain. Fu molto impegnato sia a convertire i barbari che erano pagani, che a combattere contro il diffondersi dell'Arianesimo. La diocesi di Tournai che era molto estesa era il più importante centro cristiano del nord della Francia, e aumentò d'importanza quando, nel 496, dietro l'esempio della conversione al cristianesimo del re Clodoveo I, tutto il suo popolo si convertì, facendosi battezzare.
Eleuterio poté riportare la sede vescovile a Tournai, si prodigò per battezzare un gran numero di Franchi.
Negli anni seguenti andò tre volte in pellegrinaggio a Roma, nel 501 ebbe in dono dal Papa Simmaco alcune reliquie di Santo Stefano e di Santa Maria Egiziaca, al suo ritorno fu accolto da una gran folla e si racconta che attorno a lui si siano formati due cerchi di luce visibili da tutti. Al passaggio di Eleuterio con le reliquie si verificarono parecchie guarigioni improvvise di storpi e di un muto conosciuto da tutti. Anche Clodoveo ebbe modo di sperimentare le virtù profetiche di Eleuterio, quando di ritorno dalla battaglia di Tolbiac, pentito per alcuni suoi crimini politici, andò da lui da penitente perché intercedesse e gli ottenesse il perdono divino. Eleuterio gli rivelò in anticipo tutti i suoi misfatti, prima che il re si decidesse a confessarli. Questi stupito e commosso si pentì sinceramente.
Clodoveo tenne sempre in grande stima Eleuterio e fece molte donazioni di terreni alla sua diocesi.
Nel 520 riunì un sinodo per condannare le eresie che ancora erano molto diffuse, soprattutto il pelagianesimo e l'arianesimo.
Morì nel 531 per mano di una banda di eretici che lo assalirono mentre usciva dalla chiesa e lo ferirono ripetutamente, Eleuterio sopravvisse qualche giorno e infine il 20 febbraio spirò.
Il suo funerale fu officiato dall'amico Medardo, vescovo di Noyon, che informato dell'aggressione, era partito da Noyon per fargli visita, ma giunse quando già Eleuterio era morto.

## Culto
Il Martirologio romano fissa la memoria liturgica il 20 febbraio.

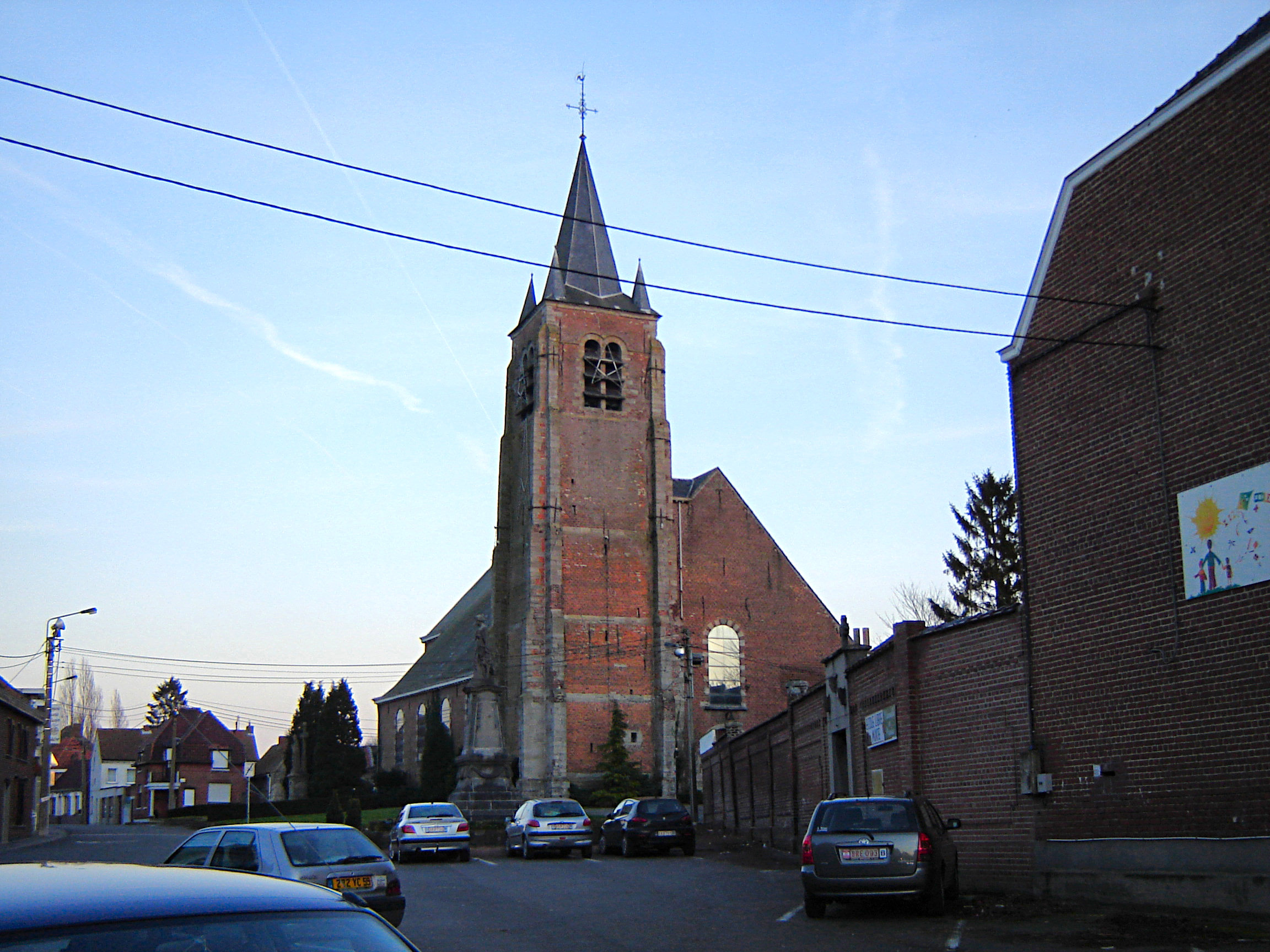
Chiesa di Sant'Eleuterio a Blandain

Alla sua morte fu seppellito nella chiesa di Blandain, dove restò fino alla fine del IX secolo. Poi fu traslato nella cattedrale di Notre-Dame a Tournai. Questo fu fatto perché a una pia donna di Roubaix era apparso in sogno Eleuterio, ordinandole di andare a nome suo dal vescovo del tempo Heidilon o Hédillon (880-†902), per dirgli di disseppellirlo e riportarlo nella cattedrale di Tournai. Nel 1247 le reliquie furono sistemate in una nuova cassetta d'argento finemente lavorata, che ancora oggi si può ammirare nella cattedrale. Durante le guerre di religione del XVI secolo, il Capitolo di Tournai, per preservarle dagli Ugonotti, le mandò a Douai. Anche durante la Rivoluzione francese furono preservate facendole custodire in un'abitazione di Tournai, dove rimasero fino al 1802, quando il vescovo François-Joseph Hirn (1802-†1819), con una solenne cerimonia, le riportò in cattedrale.
Nelle raffigurazioni artistiche Eleuterio viene rappresentato:
- Nell'atto di confessare re Clodoveo.
- Con una chiesa in mano per ricordare che fu il rifondatore della diocesi di Tournai. È raffigurato così in una piccola statua che sormonta l'elegante cassetta con le sue reliquie, nella cattedrale di Notre-Dame di Tournai.
- Con una verga o un flagello in mano, simboli del suo martirio.